# Bibliographie zum Archivwesen
Die Bibliographie zum Archivwesen (BzA) ist eine online frei zugängliche Fachbibliographie zum Thema Archivwissenschaft. Sie verzeichnet überwiegend deutschsprachige Literatur, aber auch eine Auswahl internationaler Titel. Die Bibliographie zum Archivwesen wird von der Archivschule Marburg erstellt.

## Geschichte
Die Bibliographie zum Archivwesen erschien von 1954 bis 1990 in der Zeitschrift Der Archivar. Es wurde Literatur der Erscheinungsjahre 1945 – 1987 verzeichnet. Insgesamt 98 Bearbeiterinnen und Bearbeiter aus dem In- und Ausland waren am Zustandekommen der BzA beteiligt. Allerdings erschien die BzA in diesem Zeitraum ohne Verfasser- und Titelregister.
Anschließend ging die Redaktion der Bibliographie an die Generaldirektion der Staatlichen Archive Bayerns über und wurde für den Berichtszeitraum 1988 – 1997 jeweils in Zweijahresabschnitten in den Bänden der Archivalischen Zeitschrift von 1993 bis 2000 publiziert, inklusive Verfasser- und Titelregister.
Auf der 90. Sitzung der Archivreferentenkonferenz im März 2000 wurde beschlossen, die Redaktion der Archivschule Marburg zu übertragen und die Bibliographie ab sofort als Online-Datenbank erscheinen zu lassen. Die Datensammlung und -präsentation erfolgte zunächst auf der Basis von allegro-C, wurde später aber in hebis eingespielt und wird seit 2019 über ein modernes Discovery-System auf der Basis von VuFind präsentiert. Ab dem Berichtszeitraum 1998 bis heute befindet sich die Redaktion der Bibliographie in der Bibliothek der Archivschule Marburg.

## Inhalt
Die Bibliographie zum Archivwesen weist Monographien und Aufsätze aus Zeitschriften und Sammelwerken, zunehmend auch Netzpublikationen, zu allen Sachfragen des Archivwesens nach. Die Titel werden auf der Basis des Bestandes der Bibliothek der Archivschule Marburg erfasst, darüber hinaus aber auch durch Zuarbeit von Kolleginnen und Kollegen aus verschiedenen Archiven. Für die deutschsprachige wissenschaftliche Literatur zum Archivwesen wird größtmögliche Vollständigkeit angestrebt, ausländische Titel werden in Auswahl erfasst. Erschlossen wird das Titelmaterial durch eine Sachsystematik.
Mittlerweile enthält die Bibliographie mehr als 33.000 Titel.

## Weblink
- https://hds.hebis.de/asmr/index.php